# 反霸权
反霸权是指一些人批判、反對霸權主義並且以實際行動反抗霸權。 如果一个反霸权運動的規模足够大，實行霸權主義的政府很有可能會被推翻。有人認為，反全球化运动實際上就是一次反霸權運動。